# Chelonus saileri
Chelonus saileri är en stekelart som beskrevs av Mccomb 1968. Chelonus saileri ingår i släktet Chelonus och familjen bracksteklar. Inga underarter finns listade i Catalogue of Life.